# Grintovec, Koper
Grintovec este o localitate din comuna Koper, Slovenia, cu o populație de 83 de locuitori.